# ساندي مارتينيز
ساندي مارتينيز (بالإنجليزية: Sandy Martínez) هو لاعب كرة قاعدة دومينيكاوي، ولد في 8 أكتوبر 1970 في Villa Mella ‏ في جمهورية الدومينيكان.

## روابط خارجية
- ساندي مارتينيز على موقع دوري كرة القاعدة الرئيسي (الإنجليزية)
- ساندي مارتينيز على موقعبيزبول رفرنس.كوم (الدوري الرئيسي) (الإنجليزية)
- ساندي مارتينيز على موقعبيزبول رفرنس.كوم (الدوري الثانوي) (الإنجليزية)
- ساندي مارتينيز على موقع إي إس بي إن.كوم (أم.أل.بي) (الإنجليزية)